# 오자와 쓰카사
오자와 쓰카사(일본어: 小澤 司, 1988년 5월 8일 ~ )는 일본의 축구 선수이다.

## 구단 경력
과거 미토 홀리호크에서 활동하였다.